# Перевальська волость
Перевальська волость — історична адміністративно-територіальна одиниця Володимир-Волинського повіту Волинської губернії Російської імперії. Волосний центр — село Новосілки. Наприкінці ХІХ ст. волость було ліквідовано, більшість поселень відійшла до Олеської волості, деякі (Руда) до Любомльської волості.
Станом на 1885 рік складалася з 11 поселень, 12 сільських громад. Населення — 4321 особа (2126 чоловічої статі та 2195 — жіночої), 558 дворових господарств.
|                     | Площа, десятин | У тому числі орної, дес. |
| ------------------- | -------------- | ------------------------ |
| Сільських громад    | 7263           | 3514                     |
| Приватної власності | 4890           | 1288                     |
| Казенної власності  | 33             | 17                       |
| Іншої власності     | 279            | 180                      |
| Загалом             | 12465          | 4999                     |

Основні поселення волості:
- Новосілки — колишнє власницьке село за 45 верст від повітового міста, волосне правління, 396 осіб, 43 двори, православна церква, школа, постоялий будинок, 2 вітряки, пивоварний та винокуренний заводи.
- Комарів — колишнє державне село, 579 осіб, 91 двір, постоялий будинок.
- Перевали — колишнє державне та власницьке село, 333 особи, 30 дворів, православна церква, костел, школа, постоялий будинок, вітряк.
- Руда — колишнє державне село, 615 осіб, 104 двори, кладовищенська каплиця, постоялий будинок.
- Сомин — колишнє власницьке село, 411 осіб, 51 двір, православна церква, маслобійний завод.
- Хворостів — колишнє державне село, 702 особи, 122 двори, православна церква, школа, постоялий будинок.